# 布利库尔
布利库尔（法語：Blicourt，法語發音：[blikuʁ]）是法国瓦兹省的一个市镇，属于博韦区。

## 地理
布利库尔（49°33'24"N, 2°3'25"E）面积14.57 平方千米，位于法国上法蘭西大區瓦兹省，该省份为法国北部内陆省份，北起索姆省，西接厄尔省和滨海塞纳省，南至塞纳-马恩省和瓦兹河谷省，东临埃纳省。
与布利库尔接壤的市镇（或旧市镇、城区）包括：大克雷沃克尔、欧特埃皮讷、瑞维尼、利于、吕希、拉讷维尔叙乌德伊、乌德伊、皮斯勒、罗唐日。

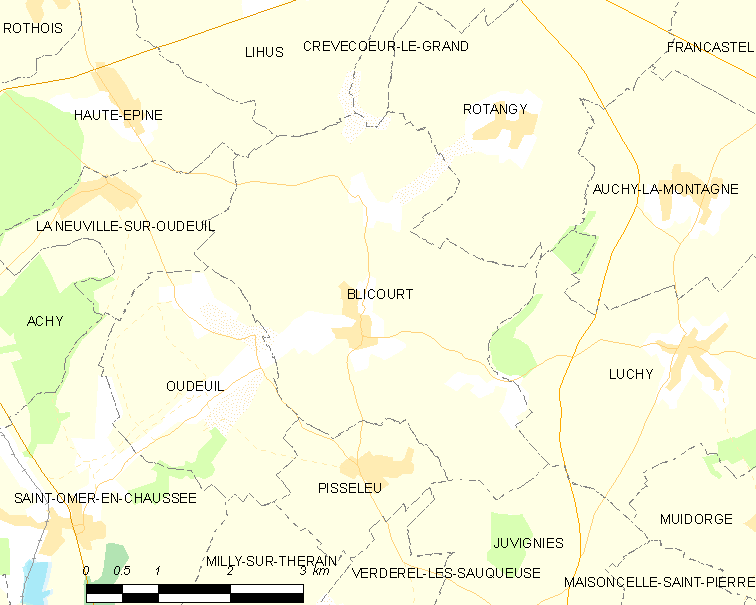
布利库尔的OSM定位图

布利库尔的时区为UTC+01:00、UTC+02:00（夏令时）。

## 行政
布利库尔的邮政编码为60860，INSEE市镇编码为60077。

## 政治
布利库尔所属的省级选区为格朗维利耶县。

## 人口

1962-2008年间布利库尔人口变化图示

布利库尔于2022年1月1日时的人口数量为358人。